# Prva punska vojna
Prva punska vojna (264–241 pr. n. št.) je bila prva od treh vojn med antičnim Rimom in antično Kartagino, dvema glavnima silama zahodnega Sredozemlja v začetku 3. stoletja pr. n. št. Dolgih 23 let sta se v najdaljšem neprekinjenem konfliktu in največji pomorski vojni antike obe sili borili za prevlado. Vojna se je odvijala predvsem na sredozemskem otoku Sicilija in v okoliških vodah ter tudi v Severni Afriki. Po ogromnih izgubah na obeh straneh so bili Kartažani poraženi in Rim je pridobil ozemlje od Kartagine.
Vojna se je začela leta 264 pr. n. št., ko so Rimljani pridobili oporišče na Siciliji pri Mesani (današnja Messina). Rimljani so nato prisilili Sirakuze, edino pomembno neodvisno silo na otoku, da se z njimi povežejo in oblegali glavno kartažansko bazo pri Akragasu. Velika kartažanska vojska je poskušala prekiniti obleganje leta 262 pr. n. št., vendar je bila močno poražena v bitki pri Akragasu. Rimljani so nato zgradili mornarico, da bi se zoperstavili Kartažanom in z uporabo novih taktik zadali več porazov. Kartažansko bazo na Korziki so zavzeli, vendar je bil napad na Sardinijo odbit; baza na Korziki je bila nato izgubljena. Izkoristivši svoje pomorske zmage so Rimljani sprožili invazijo na Severno Afriko, ki so jo Kartažani prestregli. V bitki pri rtu Ecnomus so bili Kartažani ponovno premagani, to je bila verjetno največja pomorska bitka v zgodovini po številu vpletenih borcev. Invazija je sprva potekala dobro in leta 255 pr. n. št. so Kartažani prosili za mir, predlagani pogoji so bili tako ostri, da so se borili naprej in premagali napadalce. Rimljani so poslali floto, da bi evakuirali preživele, Kartažani pa so se ji zoperstavili v bitki pri rtu Hermaeum ob Afriki, Kartažani so bili močno poraženi. Rimska flota pa je bila ob vrnitvi v Italijo uničena v nevihti, pri čemer je izgubila večino svojih ladij in več kot 100.000 mož.
Vojna se je nadaljevala, pri čemer nobena stran ni mogla pridobiti odločilne prednosti. Kartažani so leta 255 pr. n. št. napadli in ponovno zavzeli Akragas, vendar so, ker niso verjeli, da bi lahko obdržali mesto, ga porušili in zapustili. Rimljani so hitro obnovili svojo floto, dodali 220 novih ladij in leta 254 pr. n. št. zavzeli Panormus (današnji Palermo). Naslednje leto so izgubili 150 ladij v nevihti. Leta 251 pr. n. št. so Kartažani poskušali ponovno zavzeti Panormus, vendar so bili poraženi v bitki zunaj obzidja. Počasi so Rimljani zasedli večino Sicilije; leta 249 pr. n. št. so oblegali zadnji dve kartažanski trdnjavi na skrajnem zahodu. Sprožili so tudi presenetljiv napad na kartažansko floto, vendar so bili poraženi v bitki pri Drepanu. Kartažani so nadaljevali svojo zmago in večina preostalih rimskih vojaških ladij je bila izgubljena v bitki pri Fintiasu. Po več letih zastoja so Rimljani leta 243 pr. n. št. ponovno obnovili svojo floto in učinkovito blokirali kartažanske garnizone. Kartagina je zbrala floto, ki jih je poskušala rešiti, vendar je bila uničena v bitki pri Egatskih otokih leta 241 pr. n. št., kar je prisililo odrezane kartažanske čete na Siciliji, da so se pogajale za mir.
Dogovorjena je bila pogodba. Po njenih pogojih je Kartagina plačala velike vojne odškodnine in Sicilija je bila priključena kot rimska provinca. Od takrat naprej je bil Rim vodilna vojaška sila v zahodnem Sredozemlju in vse bolj v celotni sredozemski regiji. Ogromen napor pri gradnji 1.000 galej med vojno je postavil temelje za rimsko pomorsko prevlado za 600 let. Konec vojne je sprožil velik, a neuspešen upor znotraj Kartažanskega imperija. Nerešeno strateško rivalstvo med Rimom in Kartagino je leta 218 pr. n. št. privedlo do izbruha druge punske vojne.

## Primarni viri
Izraz punski izhaja iz latinske besede Punicus (ali Poenicus), kar pomeni 'feničanski' in se nanaša na feničansko poreklo Kartažanov. Glavni vir za skoraj vsak vidik prve punske vojne je zgodovinar Polibij (ok. 200 – ok. 118 pr. n. št.), Grk, poslan v Rim leta 167 pr. n. št. kot talec. Njegova dela vključujejo zdaj izgubljen priročnik o vojaški taktiki, vendar je danes znan po delu Zgodovine, napisanih nekje po letu 146 pr. n. št. ali približno stoletje po koncu vojne. Polibijevo delo velja za splošno objektivno in v veliki meri nevtralno med kartažanskimi in rimskimi stališči.
Kartažanski pisni zapisi so bili uničeni skupaj z njihovo prestolnico Kartagino leta 146 pr. n. št., zato Polibijev opis prve punske vojne temelji na več zdaj izgubljenih grških in latinskih virih. Polibij je bil analitični zgodovinar in je, kjer je bilo mogoče, osebno intervjuval udeležence dogodkov, o katerih je pisal. Samo prva knjiga od 40, ki sestavljajo Zgodovine, obravnava prvo punsko vojno. Natančnost Polibijevega opisa je bila v zadnjih 150 letih veliko razpravljana, vendar je sodobno soglasje, da se ga v veliki meri sprejme kot verodostojnega in podrobnosti vojne v sodobnih virih skoraj v celoti temeljijo na interpretacijah Polibijevega opisa. Sodobni zgodovinar Andrew Curry meni, da "Polibij [se izkaže za] precej zanesljivega"; medtem ko ga Craige B. Champion opisuje kot "izjemno dobro obveščenega, delavnega in pronicljivega zgodovinarja". Obstajajo tudi druge, kasnejše zgodovine vojne, vendar v fragmentarni ali povzetni obliki. Sodobni zgodovinarji običajno upoštevajo fragmentarne spise različnih rimskih analistov, zlasti Livija (ki se je opiral na Polibija), sicilskega Grka Diodorja Sicilskega in kasnejših grških piscev Apijana in Kasija Diona. Klasicist Adrian Goldsworthy navaja, da je "Polibijev opis običajno prednosten, kadar se razlikuje od katerega koli drugega našega opisa". Drugi viri vključujejo napise, kopenske arheološke dokaze in empirične dokaze iz rekonstrukcij, kot je trirema Olympias.
Od leta 2010 so arheologi v morju ob zahodni obali Sicilije našli 19 bronastih kljunov vojaških ladij, mešanico rimskih in kartažanskih. Najdenih je bilo tudi deset bronastih čelad in na stotine amfor. Kljuni, sedem čelad in šest celih amfor, skupaj z velikim številom fragmentov, so bili od takrat najdeni. Verjame se, da so bili ovni pritrjeni na potopljeno vojaško ladjo, ko so bili spuščeni na morsko dno. Vpleteni arheologi so izjavili, da lokacija doslej odkritih artefaktov podpira Polibijev opis, kje se je odvijala bitka pri Egatskih otokih. Na podlagi dimenzij najdenih ovnov arheologi, ki so jih preučevali, verjamejo, da so vsi prišli iz trireme, v nasprotju s Polibijevim opisom, da so bile vse vpletene vojaške ladje kvinkvereme. Vendar pa verjamejo, da številne identificirane amfore potrjujejo točnost drugih vidikov Polibijevega opisa te bitke: "Gre za iskano in željeno zbliževanje arheoloških in zgodovinskih zapisov."

## Ozadje
Rimska republika se je gresivno širila na južnoitalijansko celino stoletje pred prvo punsko vojno. Osvojila je polotoško Italijo južno od reke Arno do leta 272 pr. n. št., ko so se grška mesta južne Italije (Magna Graecia) podredila ob zaključku Pirove vojne. V tem obdobju je Kartagina, s prestolnico v današnji Tuniziji, prevladovala nad južno Španijo, večino obalnih regij Severne Afrike, Balearskimi otoki, Korziko, Sardinijo in zahodno polovico Sicilijo v vojaškem in trgovskem imperiju. Od leta 480 pr. n. št. je Kartagina vodila vrsto nedokončanih vojn proti grškim mestnim državam Sicilije, ki jih je vodila Sirakuze. Do leta 264 pr. n. št. sta bili Kartagina in Rim prevladujoči sili v zahodnem Sredozemlju. Obe državi sta večkrat potrdili svoje medsebojno prijateljstvo z formalnimi zavezništvi: leta 509 pr. n. št., 348 pr. n. št. in okoli 279 pr. n. št. Odnosi so bili dobri, z močnimi trgovskimi povezavami. Med Pirovo vojno 280–275 pr. n. št., proti kralju Epirja, ki se je izmenično boril proti Rimu v Italiji in Kartagini na Siciliji, je Kartagina zagotavljala material Rimljanom in vsaj enkrat uporabila svojo mornarico za prevoz rimske sile.
Leta 289 pr. n. št. je skupina italijanskih najemnikov, znanih kot Mamertinci, ki jih je prej najela Sirakuze, zasedla mesto Messana (današnja Messina) na severovzhodnem koncu Sicilije. Pod pritiskom Sirakuz so Mamertinci leta 265 pr. n. št. zaprosili za pomoč tako Rim kot Kartagino. Kartažani so ukrepali prvi, pritisnili na Hierona II., kralja Sirakuz, da ne bi nadaljeval z dejanji in prepričali Mamertince, da sprejmejo kartažansko garnizijo. Po Polibiju je nato v Rimu potekala precejšnja razprava o tem ali naj sprejmejo prošnjo Mamertincev za pomoč. Ker so Kartažani že zasedli Messano, bi sprejem zlahka privedel do vojne s Kartagino. Rimljani prej niso kazali nobenega zanimanja za Sicilijo in si niso želeli pomagati vojakom, ki so neupravičeno ukradli mesto njegovim zakonitim lastnikom. Vendar pa so mnogi od njih videli strateške in denarne prednosti v pridobivanju oporišča na Siciliji. Zastoj v rimskem senatu, morda na pobudo Apija Klavdija Kavdeksa, je zadevo predložil ljudski skupščini leta 264 pr. n. št. Kavdeks je spodbujal glasovanje za akcijo in obljubljal obilen plen; ljudska skupščina se je odločila sprejeti zahtevo Mamertincev. Kavdeks je bil imenovan za poveljnika vojaške odprave z ukazom, da prečka na Sicilijo in namesti rimsko garnizijo v Mesani.
Vojna se je začela z rimskim izkrcanjem na Siciliji leta 264 pr. n. št. Kljub kartaginski pomorski premoči je bil rimski prehod Mesinskega preliva neučinkovito oviran. Dve legiji pod poveljstvom Kavdeksa sta korakali proti Mesani, kjer so Mamertinci izgnali kartaginsko garnizijo pod poveljstvom Hana (brez sorodstva z Hano II. Veliki) in so jih oblegali tako Kartažani kot Sirakužani. Viri niso jasni zakaj, vendar so se najprej Sirakužani, nato pa še Kartažani umaknili iz obleganja. Rimljani so korakali proti jugu in nato oblegali Sirakuze, vendar niso imeli dovolj močne sile niti varnih oskrbovalnih poti za uspešno obleganje in so se kmalu umaknili. Kartažanske izkušnje v preteklih dveh stoletjih vojskovanja na Siciliji so bile, da je odločno delovanje nemogoče; vojaška prizadevanja so se izjalovila po velikih izgubah in ogromnih stroških. Kartaginski voditelji so pričakovali, da bo ta vojna potekala podobno. Medtem bi jim njihova izjemna pomorska premoč omogočila, da bi vojno držali na razdalji in celo nadaljevali z uspehom. To bi jim omogočilo, da bi rekrutirali in plačali vojsko, ki bi delovala na odprtem proti Rimljanom, medtem ko bi se njihova močno utrjena mesta lahko oskrbovala po morju in zagotavljala obrambno bazo za delovanje.

### Vojske
Odrasli moški rimski državljani so bili zavezani vojaški službi; večina bi služila kot pehota, bogatejša manjšina pa bi zagotavljala konjeniško komponento. Tradicionalno bi Rimljani zbrali dve legiji, vsako z 4.200 pešaki  in 300 konjeniki. Majhno število pešakov je služilo kot s  kopjem oboroženi veliti (lahka pehota). Preostali so bili opremljeni kot težka pehota, z oklepom, velikim scutum ščitom in gladiji (kratkimi bodalnimi meči). Razdeljeni so bili v tri vrste, od katerih je prva vrsta hastati nosila dve metalni kopji, medtem ko sta druga princepsi in tretja triariji vrsta imeli namesto tega hasto (bodalno  kopje). Tako legionarne podenote manipeli kot posamezni legionarji so se borili v razmeroma odprti formaciji. Vojska je bila običajno oblikovana z združitvijo rimske legije s podobno veliko in opremljeno legijo, ki so jo zagotovili njihovi latinski zavezniki.
Kartažanski državljani so služili v svoji vojski le, če je obstajala neposredna grožnja mestu. V večini okoliščin je Kartagina rekrutirala tujce za svojo vojsko. Mnogi so bili iz Severne Afrike, ki je zagotavljala več vrst borcev, vključno z pehoto v zaprti formaciji, opremljeni z velikimi ščiti, čeladami, kratkimi meči in dolgimi potisnimi sulicami; lahko pehoto, oboroženo s kopji, ki je delovala kot izvidnica; konjenico v zaprti formaciji za šok napade (znana tudi kot "težka konjenica"), ki je nosila sulice; in lahko konjenico, ki je delovala kot izvidnica, metala kopja z razdalje in se izogibala bližnjemu boju. Tako Iberija kot Galija sta zagotavljali izkušeno pehoto; neoklepljene čete, ki so silovito napadale, vendar so imele sloves, da so se umaknile, če se je boj zavlekel. Večina kartažanske pehote se je borila v tesno zbiti formaciji, znani kot falanga, običajno v dveh ali treh vrstah. Specializirani metalci so bili rekrutirani iz Balearskih otokov. Kartažani so uporabljali tudi bojne slone; Severna Afrika je imela takrat avtohtone afriške gozdne slone. Viri niso jasni glede tega ali so nosili stolpe z borci.

### Mornarici
Kvinkereme, kar pomeni 's petimi vesli', so bile delovni konj rimskih in kartažanskih flot skozi punske vojne. Tip je bil tako vseprisoten, da ga Polibij uporablja kot okrajšavo za 'vojno ladjo' na splošno. Kvinquerema je imela posadko 300 ljudi: 280 veslačev in 20 palubnih članov posadke in častnikov. Običajno bi imela tudi dopolnilo 40 marincev — običajno vojakov, dodeljenih ladji — če se je pričakovala bitka, bi se to povečalo na kar 120.
Da bi veslači veslali kot enota, kaj šele izvajali bolj zapletene bojne manevre, je bilo potrebno dolgo in naporno usposabljanje. Vsaj polovica veslačev bi morala imeti nekaj izkušenj, če naj bi se ladja učinkovito upravljala. Posledično so bili Rimljani sprva v slabšem položaju proti bolj izkušenim Kartažanom. Da bi to preprečili, so Rimljani uvedli 'corvus', most širok 1,2 m in dolg 11 m, s težko konico na spodnji strani prostega konca, ki je bil zasnovan za prebadanje in sidranje v palubo sovražne ladje. To je rimskim legionarjem, ki so delovali kot marinci, omogočilo, da se vkrcajo na sovražne ladje in jih zajamejo, namesto da bi uporabljali prej tradicionalno taktiko nabijanja.
Vse vojaške ladje so bile opremljene z ovni, trojnim kompletom 60 cm širokih bronastih rezil, ki so tehtala do 270 kg in so bila nameščena na vodni črti. V stoletju pred punskimi vojnami je vkrcevanje postalo vse pogostejše, napadi z ovni pa so se zmanjšali, saj so večja in težja plovila, sprejeta v tem obdobju, imela pomanjkanje hitrosti in okretnosti, potrebne za napadi z ovni, medtem ko je njihova trdnejša konstrukcija zmanjšala učinek ovna tudi v primeru uspešnega napada. Rimska prilagoditev corvusa je bila nadaljevanje tega trenda in je nadomestila njihovo začetno pomanjkljivost v spretnostih manevriranja ladij. Dodana teža na premcu je ogrozila tako okretnost ladje kot njeno plovnost in v razburkanem morju je corvus postal neuporaben.

## Sicilija 264–256 pr. n. št.
- Rimske akcije: 264, izkrcanje v Messini; 263, podreditev Sirakuz; 262, obleganje in zavzetje Agrigenta
- 260: Rim osvobodi Segesto, zavzame Makello, vendar je poražen pri Termah; 260: pomorska bitka pri Mylae; 259: kartažanski napadi na Enno in Camarino
- 258: rimski neuspeh pri Panormosu, zavzetje Myttistratona in Enne; 257: pomorska bitka pri Tyndarisu; 256: pomorska bitka pri Ecnome; 256-255 rimska odprava v Afriko; 255: rimska flota uničena v nevihti

Velik del vojne se je odvijal na Siciliji ali v vodah blizu nje. Daleč od obale je njen hribovit in razgiban teren oteževal manevriranje velikih sil in dajal prednost obrambi pred napadom. Kopenske operacije so bile v veliki meri omejene na napade, obleganja in preprečevanje; v 23 letih vojne na Siciliji sta bili le dve obsežni bitki – Akragas leta 262 pr. n. št. in Panormus leta 250 pr. n. št. Garnizijska služba in kopenske blokade so bile najpogostejše operacije za obe vojski.
Dolgoletni rimski postopek je bil, da sta vsako leto imenovala dva moža, znana kot konzula, ki sta vsak vodila vojsko. Leta 263 pr. n. št. sta bila oba konzula poslana na Sicilijo s silo 40.000 mož. Sirakuze so bile ponovno oblegane in ker ni bilo pričakovane kartažanske pomoči, so Sirakuze hitro sklenile mir z Rimljani: postale so rimska zaveznica, plačale odškodnino 100 talentov srebra in morda najpomembneje, se strinjale, da bodo pomagale oskrbovati rimsko vojsko na Siciliji. Po prebegu Sirakuz se je več manjših kartažanskih zaveznikov preusmerilo k Rimljanom. Akragas (Agrigentum; sodobni Agrigento), pristaniško mesto na pol poti ob južni obali Sicilije, so Kartažani izbrali za svoje strateško središče. Rimljani so ga napadli leta 262 pr. n. št. in ga oblegali. Rimljani so imeli neustrezen sistem oskrbe, deloma zato, ker jim je kartažanska pomorska premoč preprečevala prevoz zalog po morju, in v nobenem primeru niso bili navajeni hraniti vojske, velike kot 40.000 mož. Ob žetvi je bila večina vojske razpršena po širokem območju, da bi pobirala pridelke in iskala hrano. Kartažani, pod poveljstvom Hanibala Giska so silovito napadli, presenetili Rimljane in prodrli v njihov tabor; Rimljani so se zbrali in pregnali Kartažane; po tej izkušnji sta bili obe strani bolj previdni.
Medtem je Kartagina zbrala vojsko, ki se je zbrala v Afriki in bila poslana na Sicilijo. Sestavljalo jo je 50.000 pešcev, 6.000 konjenikov in 60 slonov, poveljeval pa ji je Hanon (Hanibalov sin); deloma so jo sestavljali Ligurci, Kelti in Iberci. Pet mesecev po začetku obleganja je Hanon odkorakal na pomoč Akragasu. Ko je prispel, se je preprosto utaboril na visoki zemlji, se vključil v neorganizirane spopade in uril svojo vojsko. Dva meseca kasneje, spomladi 261 pr. n. št., je napadel. Kartažani so bili poraženi z velikimi izgubami v bitki pri Akragasu. Rimljani, pod obema konzuloma – Lucijem Postumijem Megelom in Kvintom Mamilijem Vitulom – so zasledovali, zajeli kartažanske slone in prtljago. Tisto noč je kartažanska garnizija pobegnila, medtem ko so bili Rimljani raztreseni. Naslednji dan so Rimljani zavzeli mesto in njegove prebivalce, 25.000 jih je bilo prodanih v suženjstvo.
Po tem uspehu Rimljanov je vojna za nekaj let postala razdrobljena, z manjšimi uspehi za vsako stran, vendar brez jasnega fokusa. Delno je bilo to zato, ker so Rimljani preusmerili veliko svojih virov v na koncu neuspešno kampanjo proti Korziki in Sardiniji, nato pa v enako neuspešno odpravo v Afriko. Po zavzetju Akragasa so Rimljani napredovali proti zahodu, da bi sedem mesecev oblegali Mytistraton, brez uspeha. Leta 259 pr. n. št. so napredovali proti Termam na severni obali. Po prepiru so se rimske čete in njihovi zavezniki utaborili ločeno. Hamilkar Barka je to izkoristil za protinapad, presenetil enega od kontingentov, ko so razbijali tabor in ubil 4.000–6.000 mož. Hamilkar je nato zavzel Enno v osrednji Siciliji in Kamarino na jugovzhodu, nevarno blizu Sirakuz. Zdelo se je, da je Hamilkar blizu zavzetja celotne Sicilije. Naslednje leto so Rimljani ponovno zavzeli Enno in končno zavzeli Mytistraton. Nato so se premaknili na Panormus (današnji Palermo), vendar so se morali umakniti, čeprav so zavzeli Hippano. Leta 258 pr. n. št. so po dolgotrajnem obleganju ponovno zavzeli Kamarino. Naslednjih nekaj let so se na Siciliji nadaljevali manjši napadi, spopadi in občasne prebege manjših mest z ene strani na drugo.

## Rim gradi floto
Vojna na Siciliji je dosegla pat pozicijo, saj so se Kartažani osredotočili na obrambo svojih dobro utrjenih mest; ta so bila večinoma na obali in so jih tako lahko oskrbovali in krepili, ne da bi Rimljani lahko uporabili svojo superiorno vojsko za preprečevanje. Fokus vojne se je preusmeril na morje, kjer so imeli Rimljani malo izkušenj; v redkih primerih, ko so prej čutili potrebo po pomorski prisotnosti, so se običajno zanašali na majhne eskadre, ki so jih zagotovili njihovi latinski ali grški zavezniki. Leta 260 pr. n. št. so se Rimljani odločili zgraditi floto in so uporabili razbitino kartažanske kvinkvereme kot načrt za svojo. Kot neizkušeni ladjedelci so Rimljani zgradili kopije, ki so bile težje od kartažanskih plovil, zaradi česar so bile veliko počasnejše in manj okretne.
Rimljani so zgradili 120 vojaških ladij in jih leta 260 pr. n. št. poslali na Sicilijo, da bi njihove posadke opravile osnovno usposabljanje. Eden od konzulov za to leto, Gnej Kornelij Scipion je z prvimi 17 ladjami priplul do Liparskih otokov, ki so bili malo stran od severovzhodne obale Sicilije, v poskusu, da bi zavzel glavno pristanišče otokov, Liparo. Kartažanski floti je poveljeval Hanibal Gisco, general, ki je poveljeval garniziji Akragas in je imel bazo v Panormusu, približno 100 km od Lipare. Ko je Hanibal slišal za premik Rimljanov, je poslal 20 ladij pod Boodesom v mesto. Kartažani so prispeli ponoči in ujeli Rimljane v pristanišču. Boodesove ladje so napadle in Scipionovi neizkušeni možje so nudili malo odpora. Nekateri Rimljani so panično pobegnili v notranjost, konzul pa je bil sam ujet. Vse rimske ladje so bile zajete, večina z malo škode. Malo kasneje je Hanibal izvidoval s 50 kartažanskimi ladjami, ko je naletel na celotno rimsko floto. Pobegnil je, vendar je izgubil večino svojih ladij. Po tem spopadu so Rimljani namestili korvus na svoje ladje.
Scipijev kolega konzul, Gaj Duilij, je rimske vojaške enote postavil pod podrejene in prevzel poveljstvo nad floto. Takoj je odplul, iskal bitko. Obe floti sta se srečali ob obali Myle v bitki pri Mylah. Hanibal je imel 130 ladij, zgodovinar John Lazenby pa ocenjuje, da je imel Duilij približno enako število. Kartažani so pričakovali zmago zaradi vrhunskih izkušenj svojih posadk ter hitrejših in bolj manevrirnih galej in so prekinili formacijo, da bi se hitro približali Rimljanom. Prvih 30 kartažanskih ladij so Rimljani zgrabili s korvusom in jih uspešno vkrcali, vključno s Hanibalovo ladjo – pobegnil je v čolnu. Ko so to videli, so se preostali Kartažani razširili, poskušali so napasti Rimljane s strani ali od zadaj. Rimljani so uspešno odgovorili in zajeli še 20 kartažanskih plovil. Preživeli Kartažani so prekinili akcijo in ker so bili hitrejši od Rimljanov, so lahko pobegnili. Duilij je odplul, da bi razbremenil rimsko mesto Segesto, ki je bilo oblegano.
Od zgodnjega leta 262 pr. n. št. so kartažanske ladje napadale italijansko obalo iz baz na Sardiniji in Korziki. Leto po Mylah, 259 pr. n. št., je konzul Lucij Kornelij Scipio vodil del flote proti Aleriji na Korziki in jo zavzel. Nato je napadel Ulbijo na Sardiniji, vendar je bil odbit in je izgubil tudi Alerijo. Leta 258 pr. n. št. je močnejša rimska flota napadla manjšo kartažansko floto v bitki pri Sulciju ob mestu Sulci, v zahodni Sardiniji in ji zadala hud poraz. Kartažanski poveljnik Hanibal Gisco, ki je zapustil svoje može in pobegnil v Sulci, je bil kasneje ujet s strani svojih vojakov in križan. Kljub tej zmagi Rimljani – ki so poskušali podpreti sočasne ofenzive proti Sardiniji in Siciliji – je niso mogli izkoristiti in napad na kartažansko Sardinijo je zamrl.
Leta 257 pr. n. št. je rimska flota po naključju sidrala ob Tindarisu v severovzhodni Siciliji, ko je kartažanska flota, nevedna o njeni prisotnosti, plula mimo v razpršeni formaciji. Rimski poveljnik Gaj Atilij Regul, je ukazal takojšen napad, s čimer se je začela bitka pri Tindarisu.To je posledično povzročilo, da je rimska flota neurejeno izplula. Kartažani so se hitro odzvali, zabili in potopili devet od desetih vodilnih rimskih ladij. Ko je glavna rimska sila začela delovati, so potopili osem kartažanskih ladij in jih deset zajeli. Kartažani so se umaknili, spet hitrejši od Rimljanov in so se tako lahko umaknili brez nadaljnjih izgub. Rimljani so nato napadli tako Lipare kot Malta.

## Invazija na Afriko
Rimske pomorske zmage pri Mylaeju in Sulciju ter njihova frustracija zaradi zastoja na Siciliji so jih privedle do sprejetja pomorske strategije in razvoja načrta za invazijo na kartažansko srce v Severni Afriki in ogrožanje Kartagine (blizu Tunisa). Obe strani sta bili odločeni vzpostaviti pomorsko premoč in sta vložili velike količine denarja in delovne sile v vzdrževanje in povečanje velikosti svojih mornaric. Rimska flota 330 vojaških ladij in neznano število transportnih ladij je izplula iz Ostie, rimskega pristanišča, v začetku leta 256 pr. n. št., pod poveljstvom konzulov za to leto,|Marcus Atilius Regulus in Lucius Manlius Vulso Longus. Rimljani so tik pred bitko vkrcali približno 26.000 legionarjev iz rimskih sil na Siciliji. Načrtovali so prehod v Afriko in invazijo na današnjo Tunizijo.
Kartažani so vedeli za rimske namere in so zbrali vseh svojih 350 vojaških ladij pod Hanonom Velikim in Hamilkarjem ob južni obali Sicilije, da bi jih prestregli. S skupno približno 680 vojaškimi ladjami, ki so prevažale do 290.000 članov posadke in marincev, je bila posledična bitka pri rtu Ecnomus morda največja pomorska bitka v zgodovini po številu vpletenih borcev. Na začetku bitke so Kartažani prevzeli pobudo v upanju, da se bodo izkazale njihove vrhunske spretnosti pri upravljanju ladij. Po dnevu dolgotrajnih in zmedenih bojev so bili Kartažani poraženi, izgubili so 30 potopljenih ladij in 64 zajetih, medtem ko so rimske izgube znašale 24 potopljenih ladij.
Po zmagi se je rimska vojska pod poveljstvom Regulusa izkrcala v Afriki blizu Aspisa (današnja Kelibia) na polotoku Cape Bon in začela pustošiti kartažansko podeželje. Po kratkem obleganju je bil Aspis zavzet. Večina rimskih ladij se je vrnila na Sicilijo, Regulusa pa so pustili s 15.000 pešaki in 500 konjeniki, da nadaljujejo vojno v Afriki; Regulus je oblegal mesto Adys. Kartažani so poklicali Hamilkarja s Sicilije s 5.000 pešaki in 500 konjeniki. Hamilkar, Hasdrubal, sin Hanona in tretji general, imenovan Bostar, so bili postavljeni v skupno poveljstvo vojske, ki je bila močna v konjenici in slonih in je bila približno enake velikosti kot rimska sila. Kartažani so postavili tabor na hribu blizu Adysa. Rimljani so izvedli nočni pohod in sprožili presenetljiv napad ob zori na tabor iz dveh smeri. Po zmedenih bojih so se Kartažani razbežali in pobegnili. Njihove izgube so neznane, čeprav so njihovi sloni in konjenica pobegnili z malo žrtvami.
Rimljani so nadaljevali in zavzeli Tunis, le 16 km od Kartagine. Iz Tunisa so Rimljani napadali in opustošili neposredno okolico Kartagine. V obupu so Kartažani prosili za mir, vendar je Regulus ponudil tako ostre pogoje, da so se Kartažani odločili nadaljevati boj. Za usposabljanje njihove vojske je bil zadolžen [[Antična Šparta|špartanski] najemniški poveljnik Ksantip. Leta 255 pr. n. št. je Ksantip vodil vojsko 12.000 pešakov, 4.000 konjenikov in 100 slonov proti Rimljanom in jih premagal v bitki pri Tunisu. Približno 2.000 Rimljanov se je umaknilo v Aspis; 500, vključno z Regulusom, je bilo ujetih; ostali so bili ubiti. Ksantip, v strahu pred zavistjo kartažanskih generalov, ki jih je prekašal, je vzel svoje plačilo in se vrnil v Grčijo. Rimljani so poslali floto, da bi evakuirali preživele. Prestregla jo je kartažanska flota pri rtu Bon (na severovzhodu sodobne Tunizije) in v bitki pri rtu Hermaeum so bili Kartažani močno poraženi, izgubili so 114 zajetih ladij. Rimska flota je bila uničena v nevihti med vračanjem v Italijo, s 384 potopljenimi ladjami od skupno 464 in 100.000 izgubljenimi možmi, večinoma nerimskimi latinskimi zavezniki. Možno je, da je prisotnost korvusa povzročila, da so bile rimske ladje slabo plovne; po tej katastrofi ni zapisa o njihovi uporabi.

## Sicilija 255–248 pr. n. št.
- Rimska akcija: 255: uničenje rimske flote med nevihto
- Rimske akcije: 254: zavzetje Kefaloidona in Panorma; 253: neuspeh pred Lylibejem, napad na Afriko; 252: zavzetje Term in Liparija; 251: bitka pri Panormu, podreditev Iote, Petre, Solousa
- Rimske akcije: 250: zavzetje Herakleje Minoe in Selinonte, začetek obleganja Lilybeja; 249: pomorski poraz pri Drepanu, zavzetje Eryxa
- 248-241: obleganja Lilybeja, Drepanuma, Eryxa. 248-244: kartažanska okupacija gore Heircté, napadi na Italijo. 241: bitka pri Egatskih otokih

Potem, ko so leta 255 pr. n. št. izgubili večino svoje flote v nevihti, so jo Rimljani hitro obnovili in dodali 220 novih ladij. Leta 254 pr. n. št. so Kartažani napadli in zavzeli Akragas, vendar ker niso verjeli, da bi lahko obdržali mesto, so ga požgali, porušili njegove zidove in odšli. Medtem so Rimljani sprožili odločno ofenzivo na Siciliji. Celotna njihova flota, pod obema konzuloma, je zgodaj v letu napadla Panormus. Mesto je bilo obkoljeno in blokirano, postavljeni so bili oblegovalni stroji. Ti so naredili preboj v zidovih, ki so jih Rimljani napadli, zavzeli zunanje mesto in niso dajali milosti. Notranje mesto se je takoj predalo. 14.000 prebivalcev, ki so si to lahko privoščili, se je odkupilo, preostalih 13.000 pa je bilo prodanih v suženjstvo. Velik del zahodne notranjosti Sicilije je zdaj prešel na Rimljane: Ietas, Solous, Petra in Tyndaris so vsi sklenili mir.
Leta 253 pr. n. št. so Rimljani ponovno preusmerili svojo pozornost na Afriko in izvedli več napadov. Izgubili so še 150 ladij iz flote 220 v nevihti med vračanjem z napadov na severnoafriško obalo vzhodno od Kartagine. Ponovno so se obnovili. Naslednje leto so Rimljani preusmerili svojo pozornost na severozahodno Sicilijo. Poslali so pomorsko odpravo proti Lilybaeumu. Na poti so Rimljani zavzeli in požgali kartažanska oporišča Selinunt in Heraklejo Minojo, ampak niso uspeli zavzeti Lilybaeuma. Leta 252 pr. n. št. so zavzeli Terme in Lipare, ki so bile izolirane po padcu Panorma. Sicer so se leta 252 in 251 pr. n. št. izogibali bitki, po Polibiju zato, ker so se bali vojnih slonov, ki so jih Kartažani pripeljali na Sicilijo.
Pozno poleti 251 pr. n. št. je kartažanski poveljnik Hasdrubal, ki se je v Afriki soočil z Regulusom slišal, da je en konzul za zimo zapustil Sicilijo z polovico rimske vojske, napredoval proti Panormu in opustošil podeželje. Rimska vojska, ki je bila razpršena za žetev, se je umaknila v Panormus. Hasdrubal je drzno napredoval z večino svoje vojske, vključno s sloni, proti mestnemu obzidju. Rimski poveljnik Lucij Cecilij Metel (konzul 251 pr. n. št.) je poslal izvidnike, da bi nadlegovali Kartažane in jih nenehno oskrboval z sulicami iz zalog v mestu. Tla so bila prekrita z obrambnimi zemeljskimi deli, zgrajenimi med rimskim obleganjem, kar je slonom oteževalo napredovanje. Obmetavani z izstrelki in nesposobni za povračilne ukrepe, so sloni pobegnili skozi kartažansko pehoto za njimi. Metel je oportunistično premaknil veliko silo na levi bok Kartažanov in ti so napadli svoje neurejene nasprotnike. Kartažani so pobegnili; Metel je zajel deset slonov, vendar ni dovolil zasledovanja. Sodobni zapisi ne poročajo o izgubah nobene strani, sodobni zgodovinarji pa menijo, da so kasnejše trditve o 20.000–30.000 kartažanskih žrtvah neverjetne.
Ohrabreni z zmago pri Panormu so Rimljani leta 249 pr. n. št. napadli glavno kartažansko bazo na Siciliji, Lilybaeum. Velika vojska pod poveljstvom konzulov tistega leta Publija Klavdija Pulherja in Lucija Junija Pula je oblegala mesto. Obnovili so svojo floto, in 200 ladij je blokiralo pristanišče. Na začetku blokade se je 50 kartažanskih kvinkverem zbralo ob Egatskih otokih, ki ležijo 40 km zahodno od Sicilije. Ko je bil močan zahodni veter, so pripluli v Lilybaeum, preden so Rimljani lahko reagirali in izkrcali okrepitve ter veliko količino zalog. Izognili so se Rimljanom tako, da so odšli ponoči in evakuirali kartažansko konjenico. Rimljani so zaprli kopenski dostop do Lilybaeuma z zemeljskimi in lesenimi tabori ter zidovi. Večkrat so poskušali blokirati vhod v pristanišče z močno leseno zapornico, vendar zaradi prevladujočih morskih razmer niso bili uspešni. Kartažanska garnizija je bila oskrbovana z ladjami, ki so prebijale blokado, lahkimi in okretnimi kvinkveremami z visoko usposobljenimi posadkami in izkušenimi morskimi piloti]].
Pulher se je odločil napasti kartažansko floto, ki je bila v pristanišču bližnjega mesta Drepana (današnji Trapani). Rimska flota je plula ponoči, da bi izvedla presenetljiv napad, vendar so se razkropili v temi. Kartažanskemu poveljniku admiralu Adherbalu je uspelo popeljati svojo floto na morje, preden so bili ujeti in napadeni v bitki pri Drepanu. Rimljani so bili pritisnjeni ob obalo in po težkem dnevu bojev so bili močno poraženi s strani bolj okretnih kartažanskih ladij z bolje usposobljenimi posadkami. To je bila največja pomorska zmaga Kartagine v vojni. Kartagina se je obrnila na pomorsko ofenzivo, zadala še en težak pomorski poraz v bitki pri Fintiasu in skorajda pometla Rimljane z morja. Minilo je sedem let, preden je Rim ponovno poskušal postaviti znatno floto, medtem ko je Kartagina večino svojih ladij dala v rezervo, da bi prihranila denar in sprostila delovno silo.

## Zaključek
Do leta 248 pr. n. št. so Kartažani imeli le dve mesti na Siciliji: Lilybaeum in Drepano; ti sta bili dobro utrjeni in se nahajali na zahodni obali, kjer so ju lahko oskrbovali in krepili, ne da bi Rimljani lahko uporabili svojo superiorno vojsko za vmešavanje. Ko je Hamilkar Barka (oče znamenitega kartažanskega generala Hanibala)  leta 247 pr. n. št. prevzel poveljstvo nad Kartažani na Siciliji, je dobil le majhno vojsko in kartažanska flota je bila postopoma umaknjena. Sovražnosti med rimskimi in kartažanskimi silami so se zmanjšale na manjše kopenske operacije, kar je ustrezalo kartažanski strategiji. Hamilkar je uporabljal taktiko kombiniranega orožja v fabijanski strategiji iz svoje baze v Eryxu (Sicilija), severno od Drepane. To gverilsko vojskovanje je zadrževalo rimske legije in ohranilo kartažansko oporišče na Siciliji.
Po več kot 20 letih vojne sta bili obe državi finančno in demografsko izčrpani. Dokaz za finančno stanje Kartagine je njihova prošnja za posojilo v višini 2.000 talentov, ki ga je Ptolemajski Egipt zavrnil. Rim je bil prav tako blizu bankrota in število odraslih moških državljanov, ki so zagotavljali delovno silo za mornarico in legije, se je od začetka vojne zmanjšalo za 17 odstotkov. Goldsworthy opisuje rimske izgube delovne sile kot "grozljive".
Konec leta 243 pr. n. št., ko so spoznali, da ne bodo zavzeli Drepane in Lilybaeuma, razen če ne bodo mogli razširiti svoje blokade na morje, se je senat odločil zgraditi novo floto. Ker so bile državne blagajne izčrpane, se je senat obrnil na najbogatejše rimske državljane za posojila za financiranje gradnje vsake ladje, ki bi bila poplačana iz vojnih reparacij, ki bi bile naložene Kartagini, ko bi bila vojna dobljena. Rezultat je bila flota približno 200 kvinkverem, zgrajenih, opremljenih in z posadkami brez vladnih stroškov. Rimljani so ladje svoje nove flote modelirali po zajeti ladji za preboj blokade z izjemno dobrimi lastnostmi. Do takrat so bili Rimljani že izkušeni v ladjedelništvu in z zajeto ladjo kot modelom so izdelali visokokakovostne kvinkvereme. Pomembno je, da je bil corvus opuščen, kar je izboljšalo hitrost in vodljivost ladij, vendar je Rimljane prisililo k spremembi taktike; morali so biti boljši mornarji, ne pa boljši vojaki, da bi premagali Kartažane.
Kartažani so zbrali večjo floto, ki so jo nameravali uporabiti za dobavo zalog na Sicilijo. Nato bi se vkrcal velik del kartažanske vojske, nameščene tam, da bi jo uporabili kot marince. Prestregla jo je rimska flota pod poveljstvom Gaja Lutatija Katula in Kvinta Valerija Falte in v težki bitki pri Egadskih otokih so bolje usposobljeni Rimljani premagali številčno podhranjeno in slabo usposobljeno kartažansko floto. Po doseženi odločilni zmagi so Rimljani nadaljevali svoje kopenske operacije na Siciliji proti Lilybaeumu in Drepani. Kartažanski senat ni bil pripravljen dodeliti sredstev, potrebnih za izgradnjo in opremljanje še ene flote. Namesto tega je Hamilkarju ukazal, naj se pogaja o mirovni pogodbi z Rimljani, kar je prepustil svojemu podrejenemu Giscu (umrl 239 pr. n. št.). Podpisana je bila Lutatijeva pogodba, ki je končala prvo punsko vojno: Kartagina je evakuirala Sicilijo, predala vse ujetnike, zajete med vojno, in plačala odškodnino v višini 3.200 talentov  v desetih letih.

## Posledice
Vojna je trajala 23 let, kar je bila najdaljša vojna v rimsko-grški zgodovini in največja pomorska vojna antičnega sveta. Po njej je Kartagina poskušala preprečiti polno plačilo tujim vojakom, ki so se borili v njeni vojni. Sčasoma so se najemniki uprli in pridružile so se jim številne nezadovoljne lokalne skupine. Z veliko težavo in precejšnjo surovostjo so jih zatrli. Leta 237 pr. n. št. je Kartagina pripravila odpravo za ponovno osvojitev otoka Sardinije, ki je bil izgubljen upornikom. Rimljani so cinično izjavili, da to štejejo za vojno dejanje. Njihovi mirovni pogoji so bili odstop Sardinije in Korzike ter plačilo dodatne odškodnine v višini 1.200 talentov. Oslabljena po 30 letih vojne je Kartagina raje privolila, kot da bi ponovno vstopila v konflikt z Rimom; dodatno plačilo in odpoved Sardiniji in Korziki sta bila dodana pogodbi kot dodatek. Ta dejanja Rima so podžgala zamero v Kartagini, ki se ni sprijaznila z rimskim dojemanjem svojega položaja in veljajo za dejavnike, ki so prispevali k izbruhu druge punske vojne.
Vodstvena vloga Hamilkarja Barke pri porazu uporniških tujih čet in afriških upornikov je močno povečala ugled in moč družine Barcid. Leta 237 pr. n. št. je Hamilkar vodil številne svoje veterane na odpravo za razširitev kartažanskih posesti na južnem Iberskem polotoku (današnja Španija). V naslednjih 20 letih je to postalo polavtonomno barkidsko fevdalno posestvo in vir večine srebra, uporabljenega za plačilo velike odškodnine, dolgovane Rimu.
Za Rim je konec prve punske vojne zaznamoval začetek širitve Rima onkraj Apeninskega polotoka. Sicilija je postala prva rimska provinca kot Sicilija, ki ji je vladal nekdanji pretor. Sicilija je postala pomembna za Rim kot vir žita. Sardinija in Korzika, skupaj sta prav tako postali rimski provinci in vir žita pod pretorjem, čeprav je bila močna vojaška prisotnost potrebna vsaj naslednjih sedem let, saj so se Rimljani trudili zatreti lokalne prebivalce. Sirakuze so dobile nominalno neodvisnost in status zaveznika za življenjsko dobo Hierona II. Od takrat naprej je bil Rim vodilna vojaška sila v zahodnem Sredozemlju in vse bolj v celotni sredozemski regiji. Rimljani so med vojno zgradili več kot 1.000 galej in ta izkušnja gradnje, posadke, usposabljanja, oskrbe in vzdrževanja tako velikega števila ladij je postavila temelje za rimsko pomorsko prevlado za 600 let. Vprašanje, katera država bo nadzorovala zahodno Sredozemlje, je ostalo odprto in ko je Kartagina leta 218 pr. n. št. oblegala rimsko zaščiteno mesto Saguntum v vzhodni Iberiji, je to sprožilo drugo punsko vojno z Rimom.

## Bitke
- Bitka za Mile (260 pr. n. št.)
- Bitka pri Liparskih otokih (260 pr. n. št.)
- Bitka pri Sulcih (258 pr. n. št.)
- Bitka pri rtu Ecnomus (256 pr. n. št.)
- Bitka pri Adysu (256 pr. n. št.)
- Bitka pri reki Bagradas (255 pr. n. št.)
- Potop rimske flote (255 pr. n. št.)
- Bitka pri Panormusu (250 pr. n. št.)
- Bitka pri Drepani (249 pr. n. št.)
- Bitka pri Phintiasu (249 pr. n. št.)
- Obleganje Lilybaeuma (250–241 pr. n. št.)
- Bitka pri Aegatih (241 pr. n. št.)